# Ashes Tour 1886/87
Die Ashes Tour 1886/87 war die Tour der englischen Cricket-Nationalmannschaft, die die 5. Austragung der Ashes beinhaltete, und wurde zwischen dem 28. Januar und 1. März 1887 durchgeführt. Die Ashes Series  1886/87 selbst wurde in Form von zwei Testspielen zwischen Australien und England ausgetragen. Austragungsorte waren jeweils australische Stadien. Die Tour beinhaltete neben der Testserie eine Reihe weiterer Spiele zwischen den beiden Mannschaften im Winter 1886/87. England gewann die Ashes-Serie 2–0.

## Vorgeschichte
Für beide Mannschaften war es die erste Tour der Saison.
Das letzte Aufeinandertreffen der beiden Mannschaften bei einer Tour fand in der Saison 1886 in England statt. Die englische Mannschaft trat unter der Bezeichnung Shaw’s XI an nach dem ehemaligen Kapitän Alfred Shaw der die Tour zusammen mit James Lillywhite und Arthur Shrewsbury managte. Shaw und Lillywhite spielten jeweils keine aktive Rolle mehr, wobei letzterer als Umpire tätig war. Das englische Team beinhaltete elf Professionals. Sie reisten mit dem Schiff Cuzco von Plymouth aus am 18. September 1886 nach Adelaide, wo sie am 29. Oktober eintrafen. Die Heimreise erfolgte am 26. März mit der Massilia.

## Stadien
Die folgenden Stadien wurden für die Tour als Austragungsort vorgesehen.
| Stadion               | Stadt  | Kapazität | Spiele       |
| --------------------- | ------ | --------- | ------------ |
| Sydney Cricket Ground | Sydney | 48.000    | 1. & 2. Test |

## Kaderlisten
Die Mannschaften benannten die folgenden Kader.
| Test | Test |
| Australien | England |
| --- | --- |
| - Percy McDonnell (K) - Reginald Allen - Alec Bannerman - Jack Blackham (wk) - Fred Burton (wk) - John Cottam - J. J. Ferris - Tom Garrett - Walter Giffen - Sammy Jones - John Lyons - George McShane - Billy Midwinter - Harry Moses - Frederick Spofforth - Charlie Turner | - Arthur Shrewsbury (K) - Dick Barlow - Billy Barnes - Billy Bates - Johnny Briggs - Wilf Flowers - Billy Gunn - George Lohmann - Maurice Read - William Scotton - Mordecai Sherwin (wk) - Reg Wood |

## Tour Matches
Insgesamt bestritt das englische Team auf der Tour 29 Spiele, von denen zehn First-Class-Status besaßen. Von letzteren konnten sie sechs gewinnen, zwei endeten Remis und zwei Spiele gegen New South Wales wurden verloren.

## Tests

### Erster Test in Sydney
| 28. – 31. Januar Scorecard | Sydney | England 45 (35.3) & 184 (136.2) | – | Australien 119 (113.1) & 97 (107) |
|                            |        | England gewinnt mit 13 Runs     |   |                                   |

Australien gewann den Münzwurf und entschied sich als Feldmannschaft zu beginnen. Für England verloren die meisten Batter zumeist früh ihre Wickets. George Lohmann war mit 17 Runs der einzige Batter, dem eine zweistellige Run-Zahl gelang. Die australischen Wickets erzielten Charlie Turner mit 6 Wickets für 15 Runs und J. J. Ferris mit 4 Wickets für 27 Runs. Für Australien konnte Eröffnungs-Batter Percy McDonnell zusammen mit dem dritten Schlagmann Harry Moses eine erste Partnerschaft aufbauen. McDonnell schied nach 14 Runs aus und wurde durch Sammy Jones ersetzt der 31 Runs erreichte. Daraufhin kam Alex Bannerman ins Spiel und der Tag endete beim Stand von 76/4. Am zweiten Tag schied Moses ebenfalls nach 31 Runs aus. An der Seite von Bannerman erzielte dann Tom Gerrett 12 Runs, bevor er das Innings ungeschlagen mit 15* Runs beendete und so ein Vorsprung von 74 Runs entstand. Beste englische Bowler waren Dick Barlow mit 3 Wickets für 25 Runs und George Lohmann mit 3 Wickets für 30 Runs. Für England erzielte Eröffnungs-Batter Billy Bates 24 Runs, bevor eine Partnerschaft zwischen Arthur Shrewsbury und Billy Barnes entstand. Shrewsbury schied nach 29 Runs aus und Barnes nach 32 und der Tag endete beim Stand von 103/7. Nach einem Ruhetag fand am dritten Spieltag der hineinkommende Johnny Briggs mit Wilf Flowers einen Partner und schied selbst nach 33 Runs aus. An der Seite von Flowers beendete Mordecai Sherwin das Innings, bis Flowers nach 14 Runs sein Wicket verlor. Sherwin hatte zu diesem Zeitpunkt 21* Runs erreicht und Australien damit eine Vorgabe von 111 Runs gestellt. Bester australischer Bowler war J. J. Ferris mit 5 Wickets für 76 Runs. Nachdem die australischen Eröffnungs-Batter früh ausschieden, konnte sich Harry Moses zusammen mit Sammy Jones etablieren. Jones schied nach 18 Runs aus und Australien verlor in der Folge mehrere Wickets. Erst mit Billy Midwinter konnte sich eine weitere Partnerschaft etablieren. Moses verlor dann nach 24 Runs sein Wicket, und nachdem Midwinter nach 10 Runs ausschied, erreichte der hineingekommene Tom Garrett ebenfalls 10 Runs. Dies reichte jedoch nicht um die Vorgabe einzuholen und so fiel kurz darauf das letzte Wicket.

### Zweiter Test in Sydney
| 25. Februar – 1. März Scorecard | Sydney | England 151 (109) & 154 (140.1) | – | Australien 84 (55.1) & 150 (110) |
|                                 |        | England gewinnt mit 71 Runs     |   |                                  |

England gewann den Münzwurf und entschied sich als Schlagmannschaft zu beginnen. Nachdem die beiden Eröffnungs-Batter für unter zehn Runs ausschieden, erreichte Maurice Read 11 Runs. Daraufhin etablierte sich Dick Barlow, an dessen Seite Johnny Briggs 17 Runs erzielte. Diesem folgte Wilf Flowers und der Tag endete beim Stand von 128/7. Am zweiten Tag schied Flowers nach 37 Runs aus und auch Barlow verlor nach 34 Runs sein Wicket. Kurz darauf endete das Innings nach 151 Runs. Die australischen Wickets erzielten Charlie Turner mit 5 Wickets für 41 Runs und J. J. Ferris mit 5 Wickets für 71 Runs. Für Australien erzielte John Lyons 11 Runs, bevor sich eine Partnerschaft zwischen Reginald Allen und Harry Moses. Allen schied nach 14 Runs aus und der hineinkommende Percy McDonnell erreichte 10 Runs. An der Seite von Moses fielen dann mehrere Wickets in kurzer Abfolge, bis er selbst nach 28 Runs ausschied. Kurz darauf endete das Innings mit einem Rückstand von 67 Runs. Bester Bowler für England war George Lohmann mit 8 Wickets für 35 Runs. Für England konnte Eröffnungs-Batter Billy Bates zusammen mit dem dritten Schlagmann Dick Barlow eine erste Partnerschaft aufbauen. Bates schied nach 30 Runs aus und der hineinkommende Billy Gunn erreichte 10 Runs. Der Tag endete beim Stand von 73/5. Nach einem Ruhetag erzielten an der Seite von Barlow Johnny Briggs 16 und Wilf Flowers 18 Runs, bevor das Innings mit einer Vorgabe von 222 Runs für Australien endete. Barlow hatte zum Ende des Innings ungeschlagene 42* Runs erreicht. Beste Bowler für Australien waren Charlie Turner mit 4 Wickets für 52 Runs und J. J. Ferris mit 4 Wickets für 69 Runs. Australien begann mit einer Partnerschaft von Percy McDonnell und Harry Moses. McDonnell schied nach 35 Runs aus und wurde durch Reginald Allen ersetzt. Moses erreichte bis zu seinem Ausscheiden 33 Runs und der Tag endete bei einem Stand von 101/5. Am vierten Spieltag fand Allen Tom Garrett als Partner und schied selbst nach 30 Runs aus. Garrett verlor dann selbst das letzte Wicket nach 20 Runs, was jedoch nicht ausreichte, um das Spiel zu gewinnen. Beste englische Bowler waren Billy Bates mit 4 Wickets für 26 runs und Johnny Briggs mit 3 Wickets für 31 Runs.

## Statistiken
Die folgenden Cricketstatistiken wurden bei der Ashes-Serie erzielt:
| Tests          | Tests      | Tests   | Tests   | Tests   | Tests   | Tests   | Tests   | Tests   |
| Batting        | Batting    | Batting | Batting | Batting | Batting | Batting | Batting | Batting |
| Spieler        | Mannschaft | Spiele  | Innings | Runs    | Average | HS      | 100s    | 50s     |
| -------------- | ---------- | ------- | ------- | ------- | ------- | ------- | ------- | ------- |
| Harry Moses    | Australien | 2       | 4       | 116     | 29,00   | 33      | 0       | 0       |
| Dick Barlow    | England    | 2       | 4       | 82      | 27,33   | 42*     | 0       | 0       |
| Johnny Briggs  | England    | 2       | 4       | 71      | 17,75   | 33      | 0       | 0       |
| Wilf Flowers   | England    | 2       | 4       | 71      | 17,75   | 37      | 0       | 0       |
| Billy Bates    | England    | 2       | 4       | 70      | 17,50   | 30      | 0       | 0       |
| Bowling        |            |         |         |         |         |         |         |         |
| Spieler        | Mannschaft | Spiele  | Overs   | Wickets | Average | BBI     | 5W      | 10W     |
| J. J. Ferris   | Australien | 2       | 183.3   | 18      | 13,50   | 5/71    | 2       | 0       |
| Charlie Turner | Australien | 2       | 179.3   | 17      | 9,47    | 6/15    | 2       | 0       |
| George Lohmann | England    | 2       | 112.1   | 16      | 8,56    | 8/35    | 1       | 1       |
| Billy Barnes   | England    | 1       | 68.1    | 8       | 5,87    | 6/28    | 1       | 0       |
| Billy Bates    | England    | 2       | 64.0    | 5       | 10,60   | 4/26    | 0       | 0       |
| Johnny Briggs  | England    | 2       | 63.0    | 5       | 19.40   | 3/31    | 0       | 0       |